# مخلاف زبيد
مخلاف زبيد أحد المخاليف اليمنية القديمة التي كان معمول بها في تسمية تقاسيم المناطق اليمنية في العهد الإسلامي قبل سيطرة العثمانيين على اليمن عام 1538 واحتلال بريطانيا لعدن عام 1839  وزبيد مدينة مشهورة عامرة من قبل الإسلام بكثرة مدارسها ومساجدها وكانت حاضرة دولة بني زياد ثم دولة بني نجاح وهي حالياً مدينة بمحافظة الحديدة

## خلفية
كانت اليمن تقسم إلى العديد من المخاليف وبعد سيطرة العثمانيين على اليمن قسموها إلى 4 ألوية يقسم اللواء إلى عدة أقضية ونواحي ، وتغيرت الألوية في العهد الجمهوري والوحدة إلى محافظات والنواحي إلى مديريات .